# Langue des signes estonienne
La langue des signes estonienne (eesti viipekeel)  est une langue des signes utilisée par les sourds et leurs proches en Estonie. Elle est officiellement reconnue[réf. souhaitée].